# 업샷-노트홀 작전
업샷-노트홀 작전(영어: Operation Upshot–Knothole)은 1953년 네바다 핵 실험장에서 실시된 11번의 핵실험 시리즈이다. 아이비 작전에 이어 진행되었으며 캐슬 작전에 앞서 진행되었다.
21,000명 이상의 군인이 업샷-노트홀 그레이블 실험과 연계하여 지상 훈련인 데저트 록 V에 참가했다. 그레이블은 "원자포"에서 발사된 280mm 포발사핵투사체(AFAP) 포탄으로, 다수의 고위 군 관계자들이 참관했다.
이 실험 시리즈는 AFAP 포탄이 처음으로 발사된 것(GRABLE 실험), 캘리포니아 대학교 방사선 연구소(현 로렌스 리버모어 국립연구소)의 첫 두 번의 실험(둘 다 실패)이 포함되었다는 점, 그리고 대규모 핵융합 시리즈인 캐슬 작전에 사용될 일부 핵융합 구성 요소를 시험했다는 점에서 주목할 만하다. 하나의 기본 장치(RACER)는 TX-14, TX-16, TX-17/TX-24의 열핵 시스템 모형 조립체에서 시험되어, 캐슬 작전 중 전면적 시험에 앞서 방사선 케이스의 거동과 주 장치의 X선에 의한 2차 장치의 기하학적 구조 압축을 조사하고 평가했다.:192 RACER의 불확실한 성능 이후, COBRA 주 장치는 비상용 ALARM CLOCK, JUGHEAD, RUNT I, RUNT II 열핵 장치 및 SHRIMP 장치에 사용되었다.:200 RACER IV(재설계 및 사이먼 실험에서 성능 검증된 버전)는 ZOMBIE,:200 RAMROD 및 MORGENSTERN:318 장치의 주 장치로 사용되었다.
해군 과학자 폴린 실비아(Pauline Silvia)는 이 실험 기간 동안 실험을 수행했으며, 후에 2010년 다큐멘터리 아토믹 맘에서 다루어졌다.

## 핵실험

### 애니
애니의 계획된 핵출력은 15 TNT 킬로톤 (63 TJ)였고, 방사화학 분석에 따른 실제 핵출력은 16.2 TNT 킬로톤 (68 TJ)였다.

### 낸시
낸시의 계획된 핵출력은 40 TNT 킬로톤 (170 TJ)였고, 방사화학 분석에 따른 실제 핵출력은 24.5 TNT 킬로톤 (103 TJ)였다.

### 사이먼
사이먼의 계획된 핵출력은 33 TNT 킬로톤 (140 TJ)였고, 방사화학 분석에 따른 실제 핵출력은 43.4 TNT 킬로톤 (182 TJ)였다.

### 해리
해리의 계획된 핵출력은 37 TNT 킬로톤 (150 TJ)였고, 방사화학 분석에 따른 실제 핵출력은 27 TNT 킬로톤 (110 TJ)였다.

### 앙코르
앙코르의 계획된 핵출력은 31 TNT 킬로톤 (130 TJ)였고, 방사화학 분석에 따른 실제 핵출력은 26 TNT 킬로톤 (110 TJ)였다.

## 실험 목록
| 이름       | 날짜 시간 (UT)             | 현지 시간대  | 위치 | 표고 + 높이                             | 전달 방식 목적       | 장치                       | 핵출력    | 낙진                             | 참조                               | 비고 |
| ---------- | -------------------------- | ------------ | --- | --------------------------------------- | -------------------- | -------------------------- | --------- | -------------------------------- | ---------------------------------- | --- |
| 애니       | 1953년 3월 17일 13:20:00.3 | PST (-8 hrs) | NTS 구역 3 북위 37° 02′ 52″ 서경 116° 01′ 19″ / 북위 37.0477° 서경 116.022° | 1,230 m (4,040 ft) + 90 m (300 ft)      | 타워, 무기 개발      | TX-5HE "XR-3" D형 피트     | 16 kt     | I-131 감지됨, 2.4 MCi (89 PBq)   | [ 10 ] [ 11 ] [ 12 ] [ 13 ] [ 14 ] | 핵출력-대-기폭 시간 곡선 조사. 라이브 뉴스 보도. 데저트 록 V. 2층 주택 2채, 자동차 50대, 핵대피소에서 효과 실험. |
| 낸시       | 1953년 3월 24일 13:10:00.0 | PST (-8 hrs) | NTS 구역 4 북위 37° 05′ 44″ 서경 116° 06′ 13″ / 북위 37.0955° 서경 116.1037° | 1,230 m (4,040 ft) + 90 m (300 ft)      | 타워, 무기 개발      | TX-14 "네바다 좀비"        | 24 kt     | I-131 감지됨, 3.6 MCi (130 PBq)  | [ 10 ] [ 11 ] [ 12 ] [ 13 ] [ 14 ] | 최소량의 Li-6D를 포함하는 TX-14:193, 195의 부품 시험.:170 데저트 록 V. RACER 증폭 기본 장치의 첫 성능 검증으로 실망스러운 성능. |
| 루스       | 1953년 3월 31일 13:00:00.0 | PST (-8 hrs) | NTS 구역 7 북위 37° 04′ 58″ 서경 116° 01′ 29″ / 북위 37.0827° 서경 116.0248° | 1,270 m (4,170 ft) + 90 m (300 ft)      | 타워, 무기 개발      | MK-6:198 "하이드라이드 I"  | 200 t     | I-131 감지됨, 28 kCi (1,000 TBq) | [ 10 ] [ 11 ] [ 13 ] [ 14 ]        | 첫 UCRL 장치, 중수소화 우라늄 코어,:202 핵융합 연료로 우라늄과 혼합된 중수소화 폴리에틸렌을 탐색하기 위한 것이었으며,:chap.15:203 성공할 경우 소형 열핵 주 장치로 이어질 것이었다.:149 예상 핵출력은 1.5에서 3킬로톤이었고, 최대 이론치는 20kt였다.:96 장치가 실패했다 - 중수소 감속(느려진) 중성자가 예상보다 많아 반응이 억제되었다. 설계자들에게는 당황스러운 일이었는데, 200 ft (61 m) 높이의 타워가 여전히 서 있었기 때문이다 ([:File:RUTH test tower 1953-03-31.jpg\|타워 이미지]] 참조). |
| 딕시       | 1953년 4월 6일 15:29:38.4  | PST (-8 hrs) | NTS 구역 7 북위 37° 05′ 05″ 서경 116° 01′ 08″ / 북위 37.0847° 서경 116.0189° | 1,284 m (4,213 ft) + 1,830 m (6,000 ft) | 자유 낙하, 무기 개발 | MK-5D "DD-1":194           | 11 kt     | I-131 감지됨, 1.7 MCi (63 PBq)   | [ 10 ] [ 11 ] [ 12 ] [ 13 ] [ 14 ] | TX-5D 성능 시험, 고체 또는 결정형의 수소화 리튬을 이용한 부스팅 실험으로, 중수소를 통한 기폭을 조사; 연쇄 반응을 시작하는 저렴한 방법.:185 의도된 폭발 지점의 동북동쪽 600 ft (180 m) 지점에서 폭발했다. |
| 레이       | 1953년 4월 11일 12:44:59.8 | PST (-8 hrs) | NTS 구역 4 북위 37° 05′ 56″ 서경 116° 05′ 36″ / 북위 37.09889° 서경 116.09332° | 1,296 m (4,252 ft) + 30 m (98 ft)       | 타워, 무기 개발      | MK-6:198 "하이드라이드 II" | 220 t:101 | I-131 감지됨, 28 kCi (1,000 TBq) | [ 10 ] [ 11 ] [ 13 ] [ 14 ]        | 두 번째 UCRL 장치, 중수소화 우라늄:202은 핵융합 연료로 우라늄과 혼합된 중수소화 폴리에틸렌을 탐색하기 위한 것이었고,:chap.15:203 성공할 경우 소형 열핵 주 장치로 이어질 것이었다.:149 루스(Ruth)와 다른 혼합물을 사용했으며:202 이 역시 실패했다. 실패 시 당황스러움을 피하기 위해 100피트 타워가 사용된 것으로 보인다. |
| 배저       | 1953년 4월 18일 12:35:00.0 | PST (-8 hrs) | NTS 구역 2 북위 37° 08′ 18″ 서경 116° 07′ 07″ / 북위 37.1383° 서경 116.1187° | 1,370 m (4,490 ft) + 90 m (300 ft)      | 타워, 무기 개발      | TX-16 "버자드"             | 23 kt     | I-131 감지됨, 3.6 MCi (130 PBq)  | [ 10 ] [ 11 ] [ 12 ] [ 13 ] [ 14 ] | 저온 모형 2차 장치와 TX-16 방사선 케이스를 사용한 TX-16의 부품 시험. RACER 주 장치도 시험되었으나 또다시 예상보다 낮은 성능을 보였다. 데저트 록 V. |
| 사이먼     | 1953년 4월 25일 12:29:59.8 | PST (-8 hrs) | NTS 구역 1 북위 37° 03′ 11″ 서경 116° 06′ 13″ / 북위 37.053° 서경 116.1036° | 1,294 m (4,245 ft) + 90 m (300 ft)      | 타워, 무기 개발      | TX-17/24 "동시성"          | 43 kt     | I-131 감지됨, 6.3 MCi (230 PBq)  | [ 10 ] [ 11 ] [ 12 ] [ 13 ] [ 14 ] | 낸시에서 시험된 원래 설계에 2kg의 고농축 우라늄을 추가한 RACER IV 주 장치와 열핵 2차 장치 모형을 사용한 TX-17/24 시리즈의 부품 시험. |
| 앙코르     | 1953년 5월 8일 15:29:55.4  | PST (-8 hrs) | NTS 구역 5 북위 36° 48′ 00″ 서경 115° 55′ 44″ / 북위 36.8° 서경 115.929° | 940 m (3,080 ft) + 740 m (2,430 ft)     | 자유 낙하, 무기 효과 | MK-6D                      | 27 kt     | I-131 감지됨, 3.9 MCi (140 PBq)  | [ 10 ] [ 11 ] [ 12 ] [ 13 ] [ 14 ] | "효과" 실험. 목표 지점의 남남서쪽 950 ft (290 m) 지점에 낙하했다. 데저트 록 V, 병사들에게 나쁜 노출과 나쁜 다운윈더 낙진이 발생했다. |
| 해리       | 1953년 5월 19일 12:04:59.5 | PST (-8 hrs) | NTS 구역 3 북위 37° 02′ 25″ 서경 116° 01′ 34″ / 북위 37.0402° 서경 116.0261° | 1,224 m (4,016 ft) + 90 m (300 ft)      | 타워, 무기 개발      | TX-13D "햄릿"              | 32 kt     | I-131 감지됨, 4.6 MCi (170 PBq)  | [ 10 ] [ 11 ] [ 12 ] [ 13 ] [ 14 ] | 새로운 속이 빈 코어 설계, 100kt 미만 순수 플루토늄 장치 중 가장 효율적인 것으로 매우 우수한 압축률을 나타낸다. 고고도 폭발의 주요 효과 시험. 가장 심한 하풍 오염이 측정되었다. |
| 그레이블   | 1953년 5월 25일 15:30:00.3 | PST (-8 hrs) | NTS 구역 5, 11, 프렌치맨 플랫에서 발사: 5 북위 36° 42′ 15″ 서경 115° 58′ 26″ / 북위 36.70428° 서경 115.97387° , 표고: 950 + 5 m (3,117 + 16 ft); NTS 상공에서 폭발 북위 36° 47′ 35″ 서경 115° 54′ 56″ / 북위 36.793° 서경 115.9156° | 960 m (3,150 ft) + 160 m (520 ft)       | 포 발사, 무기 효과   | W9 AFAP "건"               | 15 kt     | I-131 감지됨, 2.1 MCi (78 PBq)   | [ 10 ] [ 11 ] [ 12 ] [ 13 ] [ 14 ] | 4개의 포신형 장치 시험 중 두 번째. M65 원자포 "아토믹 애니"에서 11 km (6.8 mi) 하류로 발사되었다. 280mm 포탄, 365 kg (805 lb). 목표 지점의 남서쪽 200 피트 (61 m) 지점에서 폭발. 데저트 록 V. 주요 효과 시험. |
| 클라이맥스 | 1953년 6월 4일 11:14:56.7  | PST (-8 hrs) | NTS 구역 7 북위 37° 05′ 15″ 서경 116° 01′ 09″ / 북위 37.0875° 서경 116.0192° | 1,288 m (4,226 ft) + 410 m (1,350 ft)   | 자유 낙하, 무기 개발 | MK-7, "코브라", D형 피트   | 61 kt     | I-131 감지됨, 8.6 MCi (320 PBq)  | [ 10 ] [ 11 ] [ 12 ] [ 13 ] [ 14 ] | 캐슬 작전에서 주 장치로 사용될 증폭된 MK-7 장치의 성능 시험. 원래는 TX-15:195에만 사용될 예정이었다. RACER의 일관성 없는 동작 이후, 모든 "비상용" 장치에 사용하기로 결정되었다.:197. 폭탄은 목표 지점의 북서쪽 320 ft (98 m) 지점에서 폭발했다. D형 피트의 복합 내파 시스템. 시클로톨 75/25 폭발성 혼합물 사용. |

1. ↑  미국, 프랑스, 영국은 실험 이벤트에 코드명을 붙인 반면, 소련과 중국은 그렇지 않았으며 따라서 실험 번호만 존재한다 (일부 예외 – 소련의 평화적 폭발에는 이름이 붙었다). 이름이 고유명사가 아닌 한 괄호 안의 단어는 영어로 번역된다. 하이픈 뒤에 숫자가 붙은 것은 일제 사격 이벤트의 구성원임을 나타낸다. 미국은 때때로 그러한 일제 사격 실험에서 개별 폭발에도 이름을 붙이는데, 그 결과 "name1 – 1(with name2)"와 같이 표시된다. 실험이 취소되거나 중단된 경우, 날짜 및 위치와 같은 행 데이터는 알려진 경우 의도된 계획을 공개한다.
2. ↑  UT 시간을 표준 현지 시간으로 변환하려면, 괄호 안의 시간을 UT 시간에 더하고; 현지 일광 절약 시간의 경우, 한 시간을 추가한다. 결과가 00:00 이전이면 24시간을 더하고 날짜에서 1을 뺀다; 24:00 이후이면 24시간을 빼고 날짜에 1을 더한다. 역사적 시간대 데이터는 IANA 시간대 데이터베이스에서 얻었다.
3. ↑  대략적인 지명 및 위도/경도 참조; 로켓 발사 실험의 경우, 알려진 경우 발사 위치가 폭발 위치보다 먼저 지정된다. 일부 위치는 매우 정확하다; 다른 위치(예: 공중 낙하 및 우주 폭발)는 상당히 부정확할 수 있다. "~"는 해당 지역의 다른 실험과 공유되는 대략적인 형식적 위치를 나타낸다.
4. ↑  표고는 해수면을 기준으로 폭발 지점 바로 아래의 지표면 높이이다; 높이는 탑, 풍선, 수직갱, 터널, 공중 낙하 또는 기타 장치에 의해 추가되거나 빼진 추가 거리이다. 로켓 폭발의 경우 지표면은 "해당 없음"이다. 어떤 경우에는 높이가 절대적인지 지면 대비 상대적인지 명확하지 않다. 예를 들어, 플럼봅/존. 숫자나 단위가 없으면 값이 알 수 없음을 나타내고, "0"은 0을 의미한다. 이 열의 정렬은 표고와 높이를 합한 값으로 한다.
5. ↑  대기, 공중 낙하, 풍선, 총, 순항 미사일, 로켓, 지표면, 타워 및 바지선은 모두 부분적 핵실험 금지 조약에 의해 금지된다. 밀폐된 수직갱 및 터널은 지하이며, PTBT 하에서도 유용하게 사용되었다. 의도적인 분화구 생성 실험은 경계선에 있으며; 이들은 조약 하에서 발생했고, 때때로 항의를 받았으며, 일반적으로 실험이 평화적 용도로 선언되면 간과되었다.
6. ↑  무기 개발, 무기 효과, 안전 실험, 수송 안전 실험, 전쟁, 과학, 공동 검증 및 산업/평화적 용도를 포함하며, 추가로 세분화될 수 있다.
7. ↑  알려진 경우 실험 항목의 명칭, "?"는 선행 값에 대한 불확실성을 나타냄, 특정 장치의 별칭은 따옴표로 표시. 이러한 정보 범주는 종종 공식적으로 공개되지 않는다.
8. ↑  톤, 킬로톤, 메가톤으로 추정된 에너지 핵출력. TNT 1톤 당량은 4.184 기가줄 (1 기가칼로리)로 정의된다.
9. ↑  프롬프트 중성자를 제외하고 알려진 대기로의 방사성 배출. 언급된 경우 측정된 종은 요오드-131만 해당되며, 그렇지 않은 경우 모든 종이다. 항목이 없으면 알 수 없음을 의미하며, 지하인 경우 아마도 없을 것이고 그렇지 않은 경우 "모든" 종이며; 그렇지 않으면 알려진 경우 현장 또는 현장 밖에서 측정되었는지 여부 및 방출된 방사능량에 대한 표기이다.

## 갤러리

1953년 5월 25일 아토믹 애니 장치에서 발사된 업샷-노트홀 그레이블의 완전한 폭발 장면. 일반 속도 영상은 약 2+1⁄2분 길이이다.
그레이블 화구, 마하 스템 및 지표면 효과의 근접 슬로우 모션 장면.
업샷-노트홀 앙코르, 27킬로톤.
업샷-노트홀 루스, 0.2킬로톤.
업샷-노트홀 루스, 폭발 규모를 알 수 있도록 전경의 고속도로와 가까운 거리에 주목.
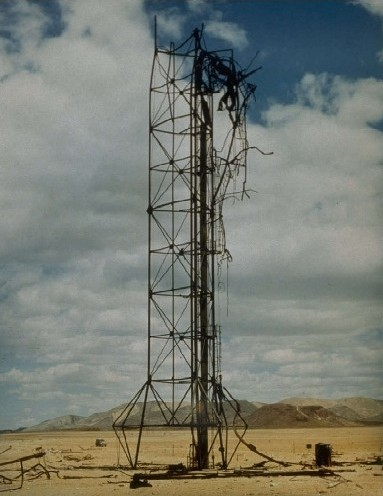
루스 실험을 위한 엉망이 된 타워. 폭발이 실험 타워를 완전히 파괴하지 못하고 약간의 손상만 입혔다.
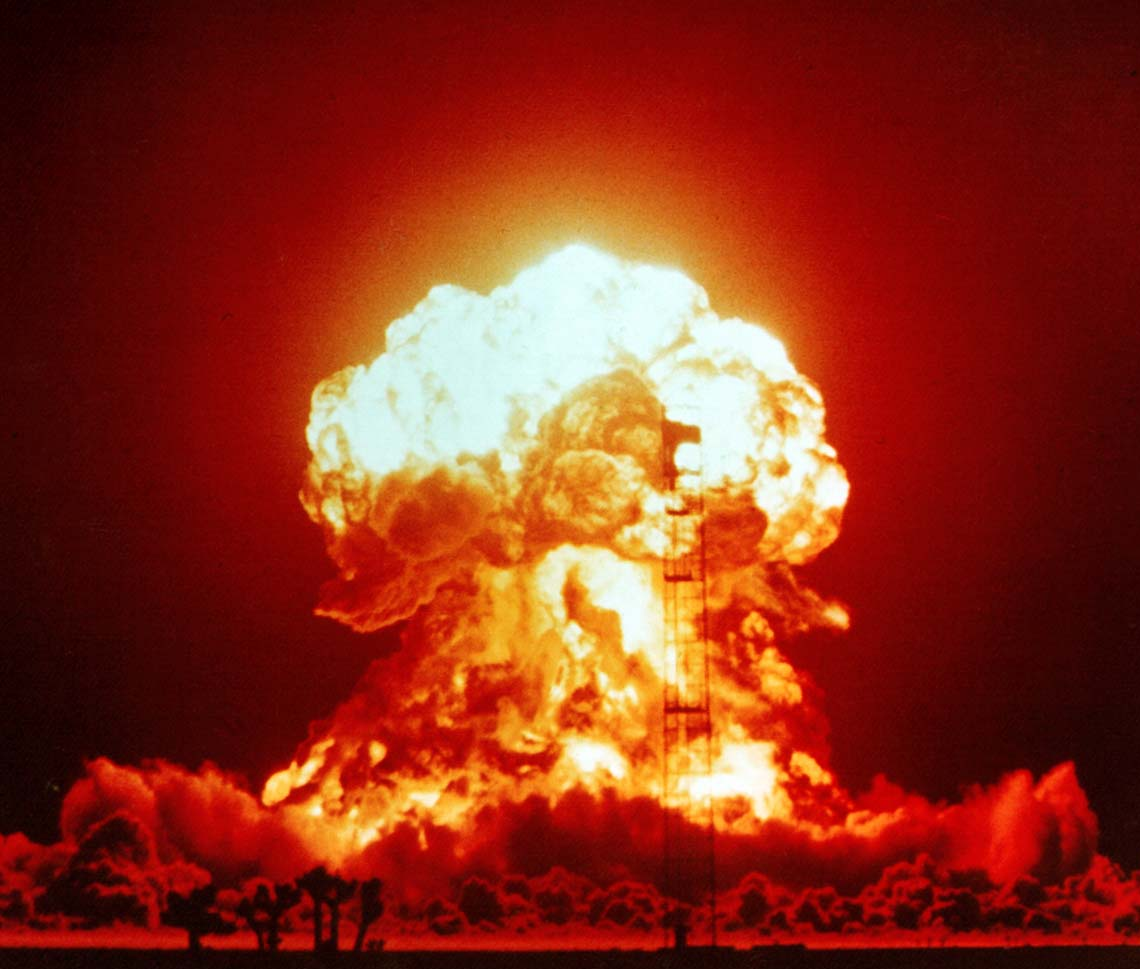
업샷-노트홀 배저, 23킬로톤
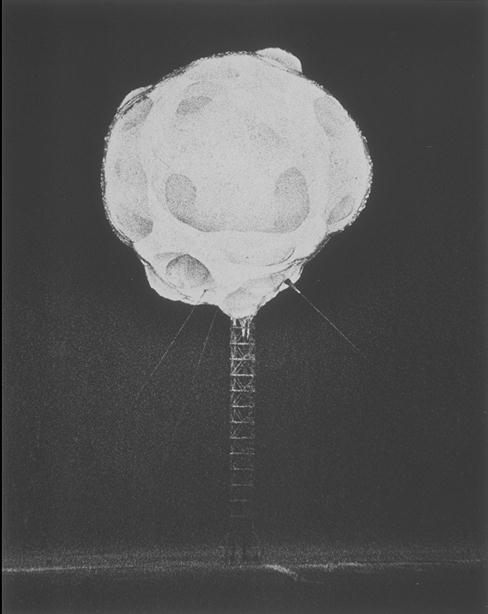
업샷-노트홀 해리, 32킬로톤
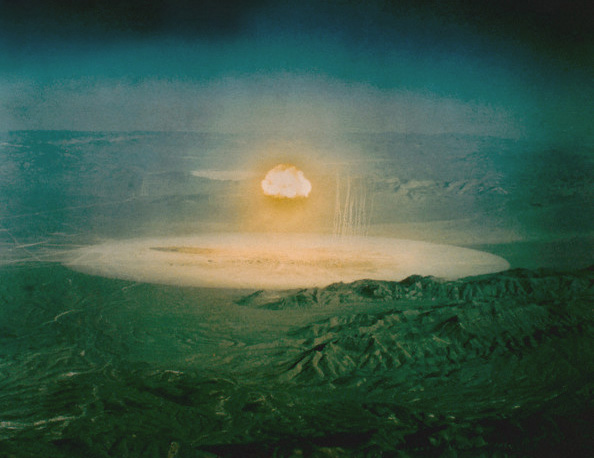
멀리서 본 앙코르의 버섯구름
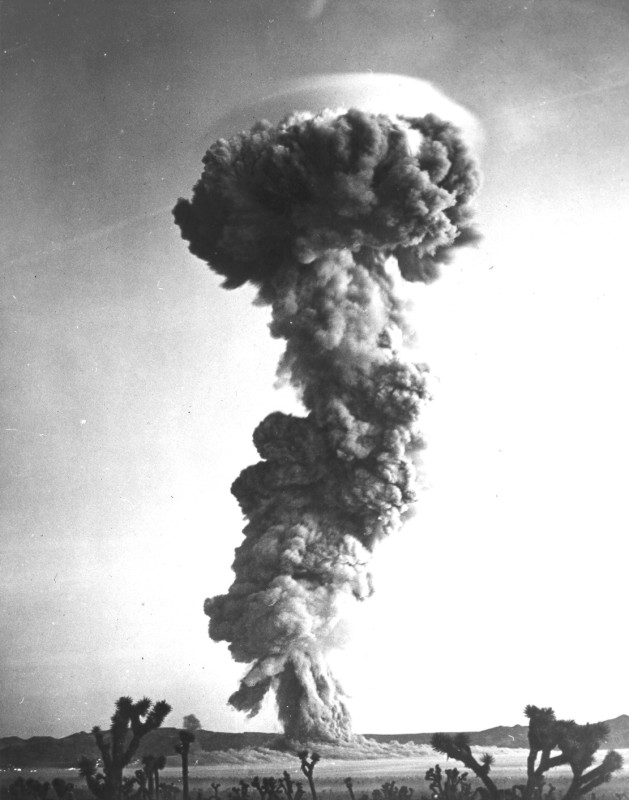
앙코르의 버섯구름
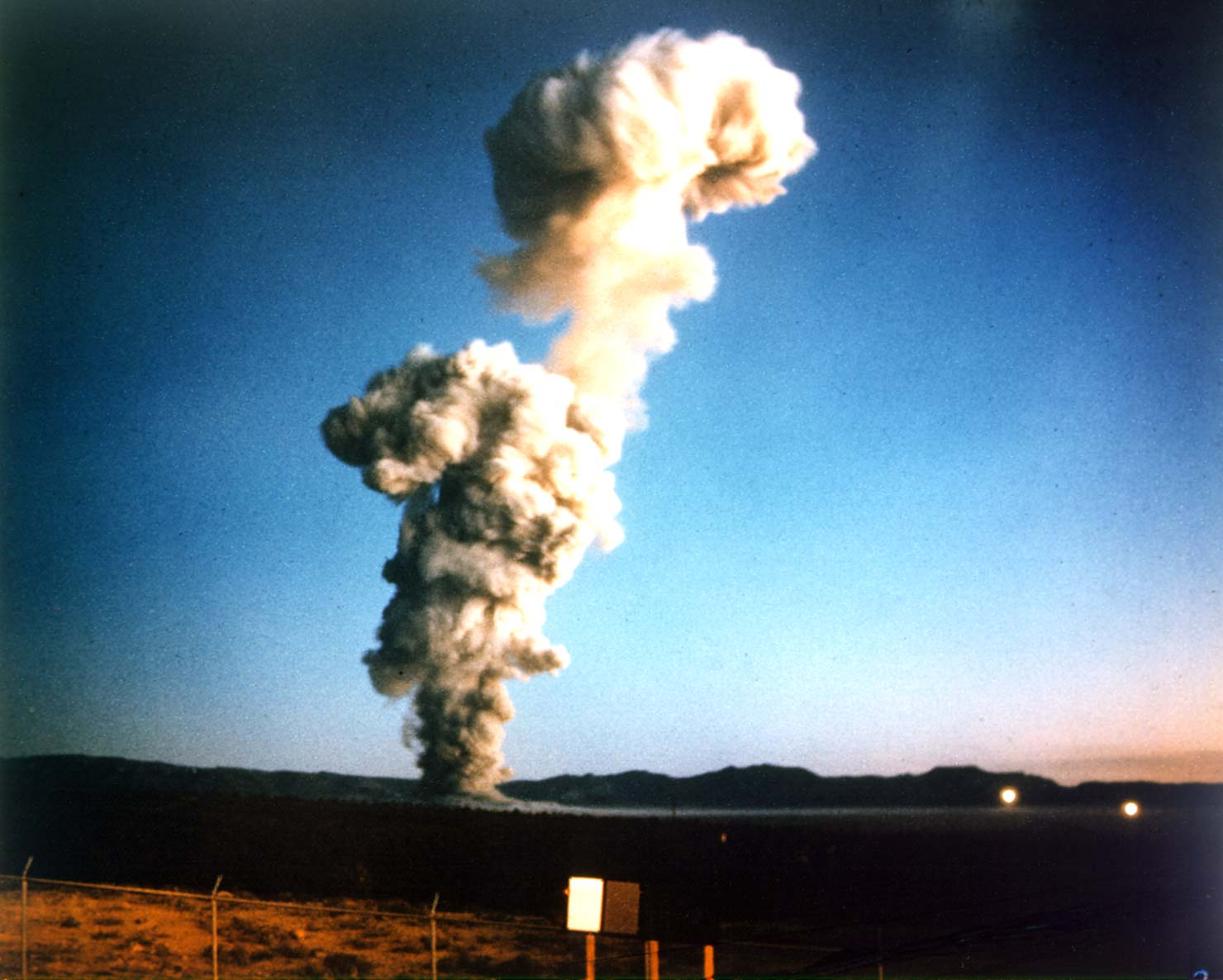
업샷-노트홀 낸시, 24킬로톤
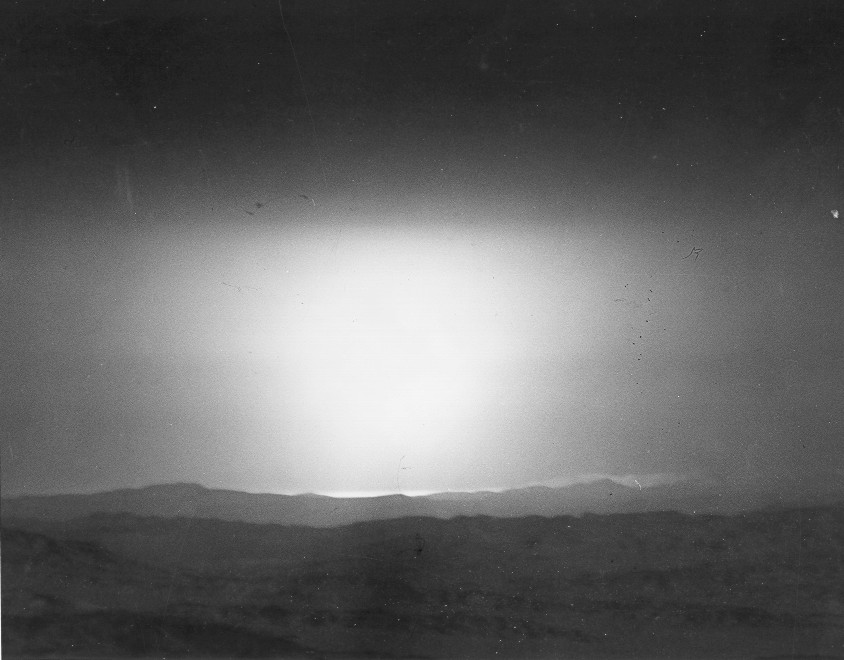
업샷-노트홀 딕시, 11킬로톤
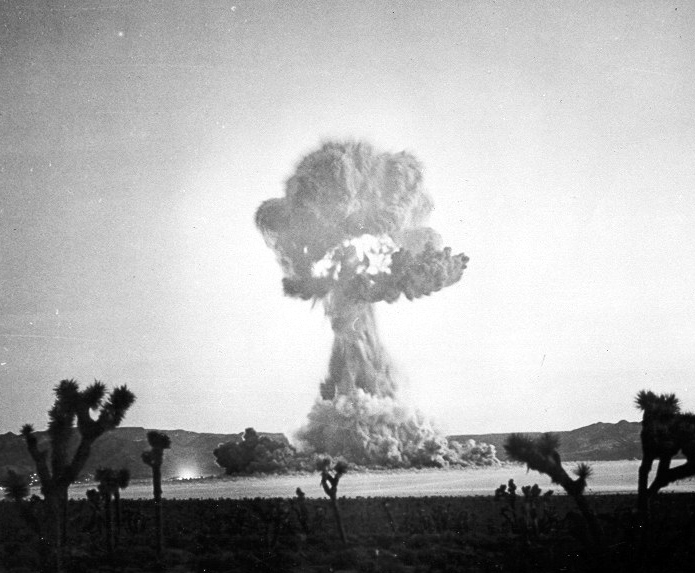
업샷-노트홀 레이, 220톤
- 업샷-노트홀 사이먼, 43킬로톤
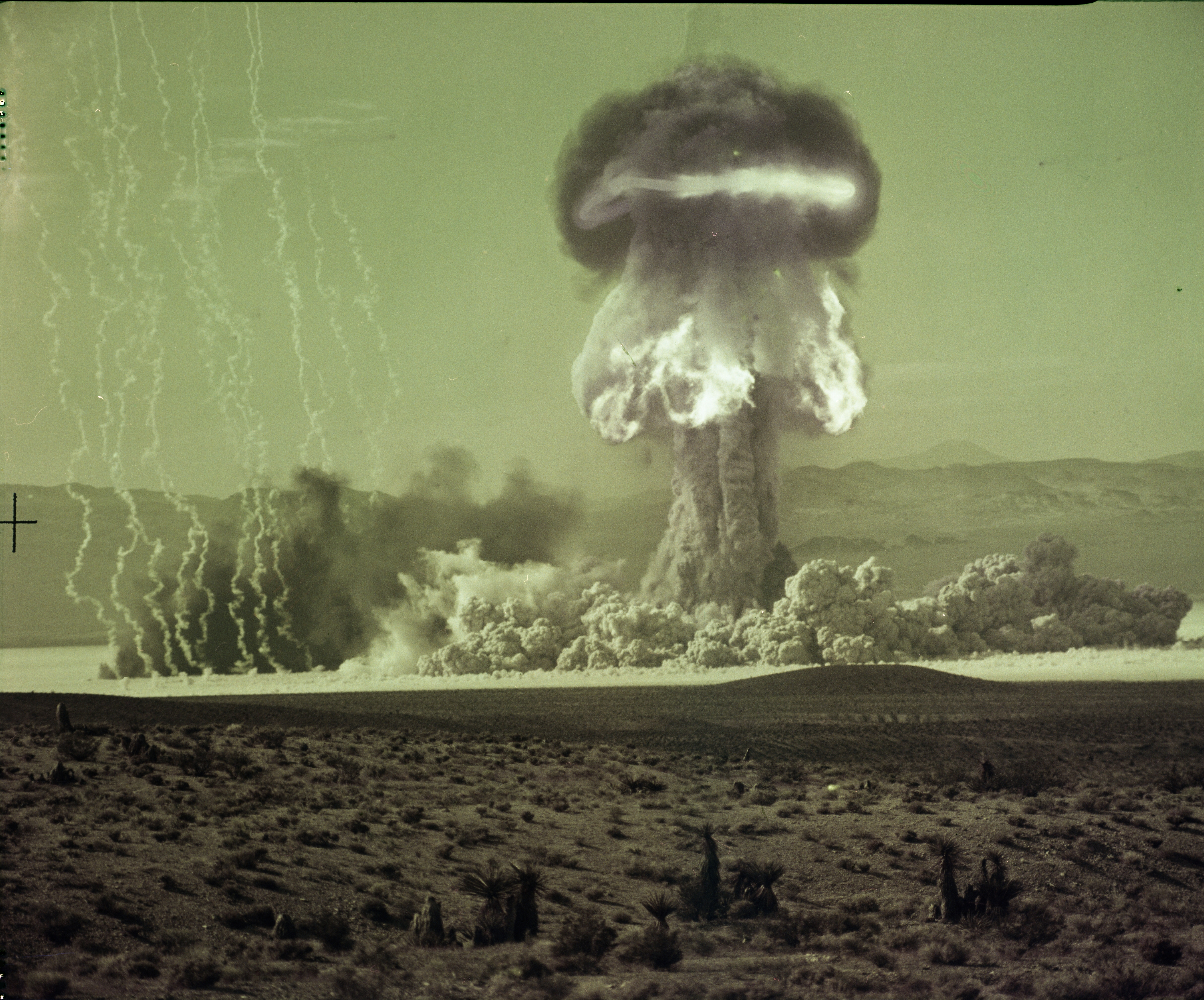
그레이블의 버섯구름
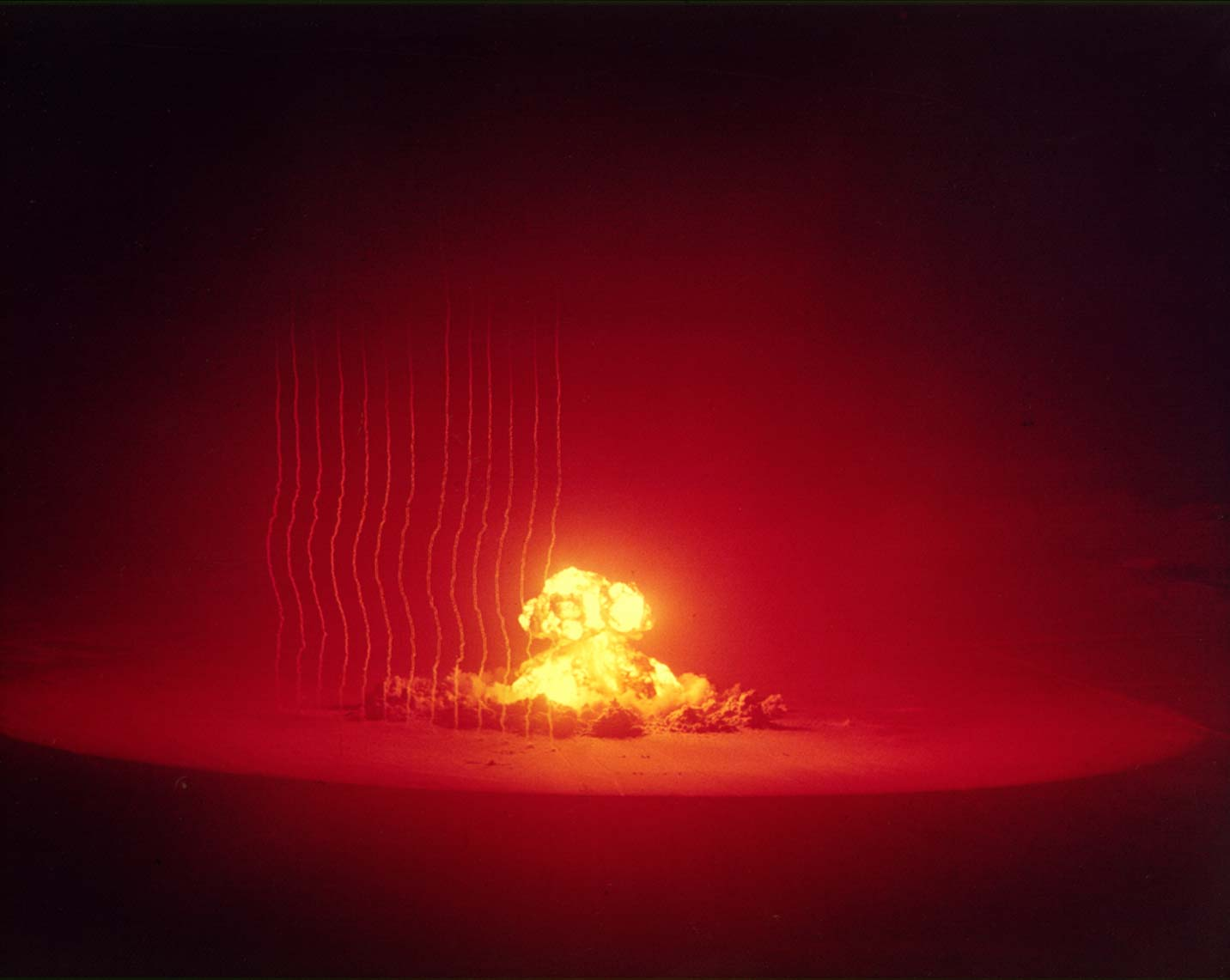
업샷-노트홀 애니, 16킬로톤
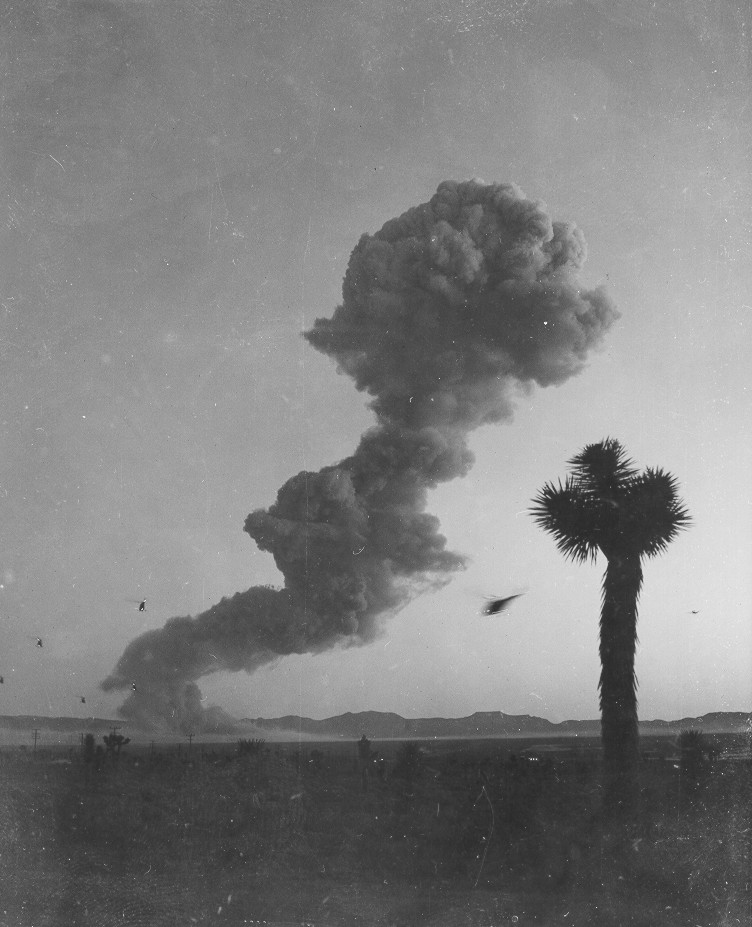
배저의 버섯구름

## 같이 보기
- 핵대포